# Bouchard d'Avesnes (1251-1296)
Pour les articles homonymes, voir Bouchard, Bouchard d'Avesnes et Davesne.
Bouchard d'Avesnes, né le 26 mai 1251, mort le 29 novembre 1296, fut le 65e évêque de Metz de 1282 à 1296.

## Début de carrière
Cinquième fils de Jean d'Avesnes (fils de Bouchard d'Avesnes et de Marguerite de Constantinople) et d'Alix, sœur de Guillaume II de Hollande, il est le frère de Jean Ier, comte de Hainaut, de Hollande et de Zélande.
Il est chanoine de Cambrai et prévôt du chapitre de Saint-Lambert de Liège. Il intervient dans une querelle qui secoue le pays liégeois. Née d'un prétexte insignifiant, la guerre de la Vache oppose seigneurs et gens du peuple, jusqu'à l'intervention d'étrangers Flamands, Namurois, Brabançons, Luxembourgeois. Les bourgeois de Liège, connaissant le caractère énergique de Bouchard le nomment mambour, (rôle de meneur, de protecteur) et Bouchard organisa la résistance.

## Évêque de Metz
Jean d'Enghien prince-évêque de Liège meurt en 1281. Une partie du clergé choisit pour lui succéder Bouchard, l'autre préfère Guillaume d'Auvergne, chanoine de Saint-Lambert. Bouchard se rend à Rome plaider sa cause. Le pape Martin IV, nomme finalement Jean de Flandre, alors évêque de Metz à Liège et choisit Bouchard d'Avesnes pour le remplacer à Metz.
Bouchard ne va recevoir la consécration épiscopale que plusieurs années plus tard en 1286 ou 1287. Il garde cependant les prévôtés de Liège et de Maestricht et les prébendes dont il jouissait à Cambrai et à Sens.

### Gestionnaire du diocèse
Pendant tout son épiscopat, Bouchard doit faire face à des problèmes d'argent. Lorsqu'il accède à l'évêché, l'église était déjà fortement obérée. Pour amortir cette dette, il doit en 1286 contracter à Rome des emprunts à des conditions sévères.
Par la suite, il affronte les difficultés liées aux dîmes à payer par privilège du pape au roi Philippe IV le Bel en 1288-1290. Ces problèmes financiers ont perduré au point qu'en septembre 1295, pour améliorer la situation, il demande au pape Boniface VIII que l'abbaye de Gorze soit unie à la mense épiscopale (revenus de l'évêque).

### Homme de guerre
Bouchard se montre, comme il l'avait été à Liège, autant évêque qu'homme politique, voire homme de guerre. Il assiste aux conciles de Metz en 1286, de Wurtzbourg en 1287. Il supprime une cause de troubles à Metz en faisant brûler les bannières des paraiges, castes héréditaires de la ville souvent en rivalité, pour ne conserver que la bannière commune à toute la cité.
Bouchard entre en guerre contre ses puissants voisins, à propos du comté de Castres (Blieskastel), qu'il avait acheté puis vendu en 1286 au duc  Ferry III de Lorraine. Le comte de Bar Henri III de Bar, qui convoitait ce fief, outrage l'évêque, le traite de bâtard. Bouchard assiège La Chaussée (Neuweg) qui appartenait au comte. Le duc de Bourgogne Robert II de Bourgogne et le frère de Bouchard Jean Ier de Hainaut intercèdent pour trouver une solution : Bouchard doit payer 1 000 livres, ce dont Ferry III se porte caution.
En 1288, nouvelle situation de guerre, Bouchard a voulu racheter à Ferry III Castres comme le contrat de vente lui en donnait le droit. Ferry refuse, reçoit l'appui d'Henri III de Bar, entre sur les terres de l'évêché mais subit une défaite dans les environs de Saint-Avold. Bouchard assiège alors Prény. Ferry III réussit à l'éloigner en le faisant convoquer par Rodolphe Ier de Habsbourg mais le siège se poursuit. Finalement Bouchard fait la paix avec Ferry III, guerroie encore un temps avec le comte de Bar qu'il bat à nouveau. Allié à l'évêque de Strasbourg Conrad de Lichtenberg, Bouchard d'Avesnes remporte une victoire importante près du futur Sarrelouis puis signe un traité de paix en 1290,.
En 1291, avec son frère Guillaume d'Avesnes, évêque de Cambrai, et Hugues de Chalon, élu de Liège,  il aide son frère Jean Ier à mater la révolte des bourgeois de Valenciennes.
Il est mort le 29 novembre 1296 et a été enterré dans la cathédrale de Metz. Bouchard avait beaucoup fait la guerre, et il laisse son église fortement endettée. Néanmoins il laisse un bon souvenir aux Messins. Pendant plus de deux siècles, à l'une des processions des Rogations, on portait solennellement sa bannière et sa cotte d'armes devant la châsse de saint Étienne.